# Werneria iboundji
Werneria iboundji es una especie de anfibios de la familia Bufonidae.
Es endémica de Gabón.
Su hábitat natural incluye bosques secos tropicales o subtropicales y ríos.
Está amenazada de extinción por la pérdida de su hábitat natural.